# Šídlo královské
Šídlo královské (Anax imperator) patří mezi vážky, do podřádu šídla (Anisoptera). Tento druh je největší vážkou v Česku. Je výborným a rychlým letcem. Tomu napovídá i jeho vědecké jméno (řecky anax = pán, latinsky imperator = vládce). Za teplého dne je možno vidět samečky létat nad vodou celé hodiny, aniž by na chvíli usedli. Během letu také loví svou kořist (mouchy).

## Popis
Šídlo královské je dlouhé 70–80 mm. Rozpětí křídel je 90–110 mm. Hruď je po stranách modrozelená. Modrý zadeček má černou kresbu. Křídla jsou vychlípeninami pokožky, patří tedy do vnější kostry. Tenká blanka křídla je zpevněna žilnatinou, jemnou sítí trubiček, které přivádějí vzduch (tracheje).
Zrak je výborný; složené oči jsou rozděleny na dvě poloviny – horní slouží k vidění na dálku a spodní je uzpůsobena nablízko. Křídla jsou v klidu vodorovně roztažena. Při kladení vajíček samička usedne na vodní rostlinu, např. na rdest. Poté vajíčka vpichuje do silných stonků. Zadeček je přitom potopený ve vodě. Křídla jí pomáhají vyrovnávat pohyby kymácejících se rostlin.
Larvy žijí na dně stojatých vod. Postrádají listovité přívěsky na konci těla, vpřed se tedy pohybují pomocí zpětného odrazu, vytlačováním vody z konečníku. Jsou dravé a živí se jiným hmyzem, pulci a rybičkami. Přemůžou také drobné mloky. Loví spodním pyskem (maskou), kterou bleskově vysunou dopředu. Vývoj larvy trvá přibližně jeden rok. Po dovršení larválního vývoje vyleze larva z vody (vyšplhá po rostlině nad hladinu), zakuklí se, a v podobě imaga (plně vyvinutý dospělec) pak opouští prasklou larvální pokožku.

## Rozšíření
Šídlo královské je rozšířeno po celé Evropě. Žije především na zarostlých rybnících, bohatých na živiny. Je ale možné ho pozorovat i daleko od vod. Setkáváme se s ním od června do srpna.

## Galerie

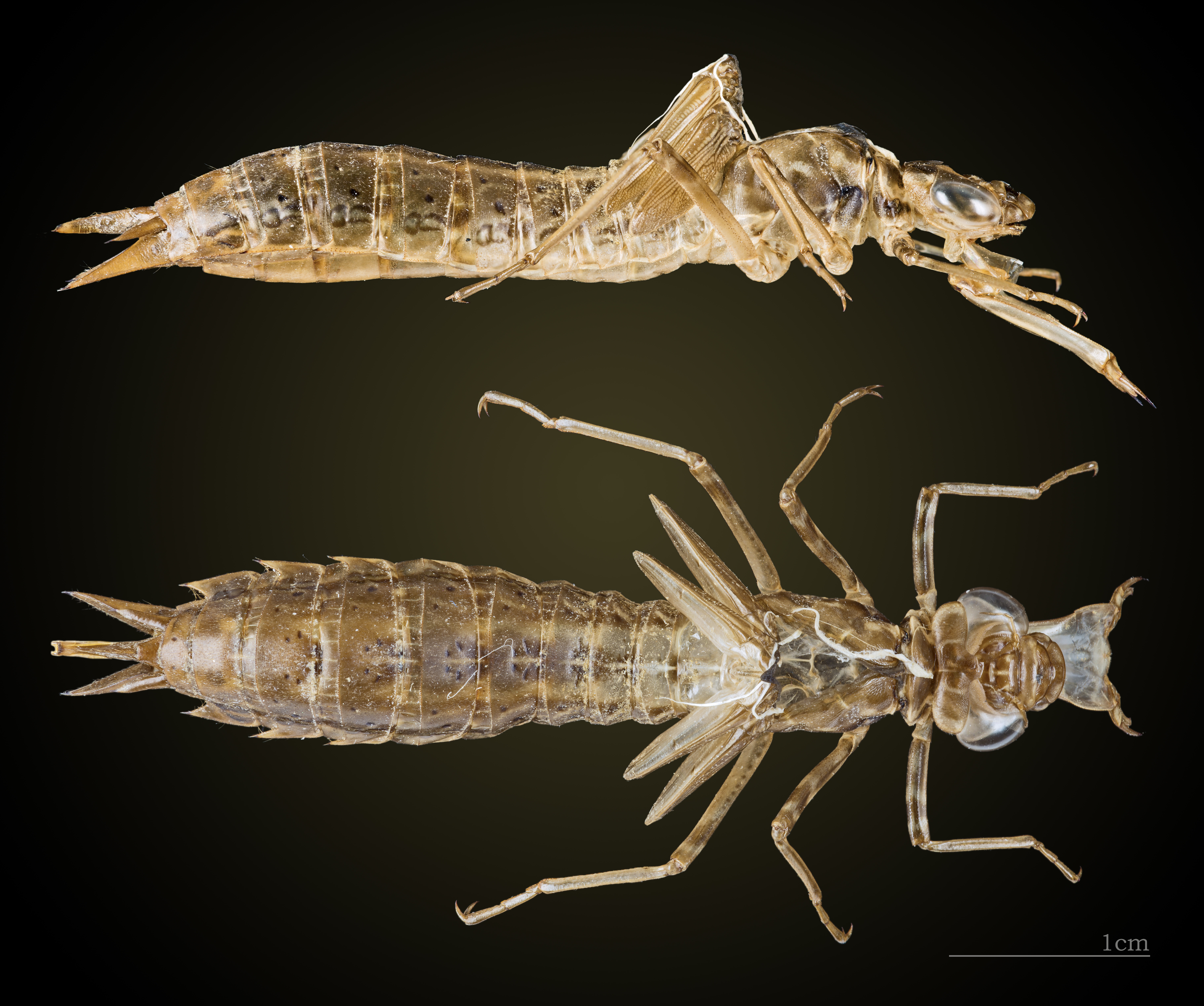
Exuvie (svlečka)
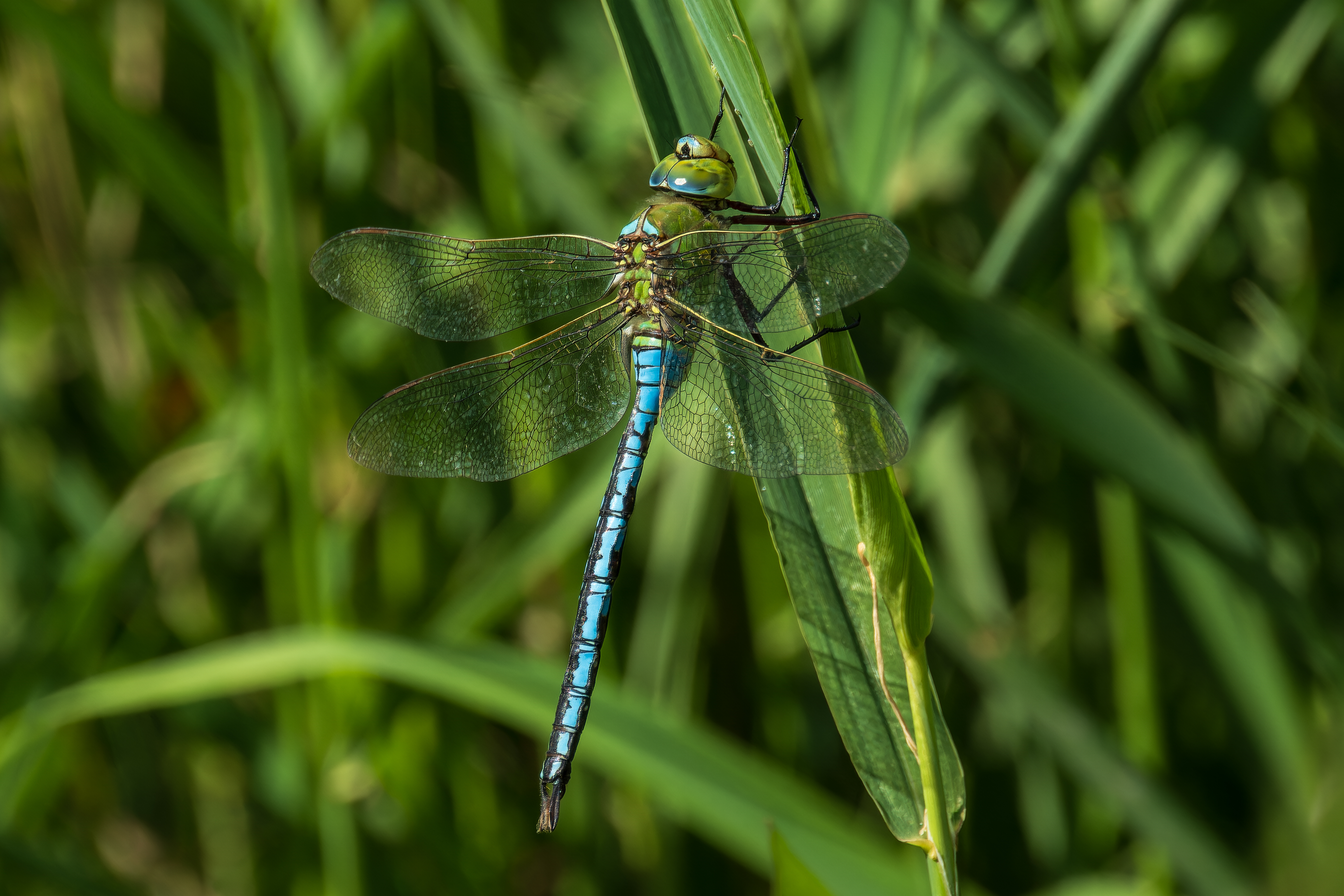
Samec (říčka Rokytka v Praze)